# リアリティTV
ゾーン・リアリティ（Zone Reality）は、イギリス・Chello Zone社によるリアリティ番組専門チャンネル。
2002年にZone Vision社がリアリティTV （REALITY TV）として放送開始、世界125ヶ国・地域で放送されている。
2006年6月に米国・リバティ・グローバル傘下のChellomedia社が90%の株式を取得、Zonemediaに社名を変更（2007年10月に再変更）するとともにチャンネル名を現在のものに変更した。

## 日本での放送
日本ではジュピター・プログラミング（現・ジュピターテレコム メディア事業部門）との合弁による「リアリティTVジャパン」により2005年2月1日放送開始。スカイパーフェクTV!（電気通信役務利用放送事業者はJSBC2株式会社（現・株式会社NBCユニバーサルグローバル・ネットワークス・ジャパン））および全国のケーブルテレビ局で放送されていた。
イギリス本国でチャンネル名変更後もチャンネル変更は行われず、2007年10月31日に開かれたジュピターテレコム取締役会でリアリティTVジャパンの会社解散を決定。2008年3月末で放送終了した。また、JSBC2の全株式をNBCユニバーサルに譲渡、2008年4月より同チャンネルでSci Fiチャンネルの放送を開始した。